# Багалкот (округ)
Багалкот (канн. ಬಾಗಲಕೋಟೆ; англ. Bagalkot) — округ в индийском штате Карнатака. Образован в 1997 году из части территории округа Биджапур. Административный центр — город Багалкот. Площадь округа — 6575 км². По данным всеиндийской переписи 2001 года население округа составляло 1 651 892 человека. Уровень грамотности взрослого населения составлял 57,3 %, что немного ниже среднеиндийского уровня (59,5 %). Доля городского населения составляла 29 %.